# MX-80 Sound
Gli MX-80 Sound sono un gruppo musicale post-punk statunitense formatosi nel 1974 a Bloomington, Indiana e tuttora in attività. Nel 1978 la band si è trasferita a San Francisco e ha costituito insieme ai Residents, ai Chrome e ai Tuxedomoon il cosiddetto "quadrato di San Francisco", formato dai quattro gruppi più importanti della scena musicale locale dell'epoca. Punto in comune di tutti e quattro le formazioni era il far parte della Ralph Records, etichetta discografica underground fondata dagli stessi Residents, e una notevole sperimentazione musicale.
Sono stati di cruciale importanza per l'evoluzione del noise e dell'alternative rock.

## Storia
Originari dell'Indiana, nel 1978 in seguito all'annullamento del contratto con la Island Records si spostano a San Francisco e vengono accolti all'interno della Ralph Records dei Residents.
Quando approdano alla Ralph Records hanno già all'attivo un album (Hard Attack) e un ep (Big Hits) entrambi incentrati su un art punk rumorista discendente dai Pere Ubu e caratterizzati dall'incandescente chitarrismo. È nel 1980 che vengono alla ribalta con Out of the tunnel per la Ralph Records. Qui la miscela esplosiva tra punk, hard rock e freejazz, il dialogare della base ritmica con la chitarra acida e beefheartiana di Bruce Anderson (leader carismatico del gruppo), il sax di Rich Stim contribuiscono a creare un'esperienza entusiasmante, che in qualche modo spiana la strada a quella che sarà l'esperienza dei Sonic Youth e a certo hardcore americano.
Nell'Aprile 2006 è deceduto Dave Mahoney, batterista del complesso.

## Componenti
- Rich Stim (guitar, vocal)
- Bruce Anderson (guitar, vocal)
- Dale Sophiea (bass)
- Dave Mahoney (drums)(1950-2006)

## Gruppi o arteisti correlati

### Influenze
- Velvet Underground
- Captain Beefheart
- Stooges
- Blue Öyster Cult
- Neu!
- Pere Ubu
- Amon Düül II
- Albert Ayler

### Artisti affini
- Gizmos
- James Chance and the contorsions
- DNA
- Mars
- Chrome

### Artisti collegati
- Half Life
- Gizzards
- O-Type
- Bruce Anderson
- Pluto
- Chrome
- Tuxedomoon
- Residents

### Artisti ispirati
- Sonic Youth
- Butthole Surfers

## Discografia
Albums:
- (1977) Hard Attack
- (1980) Out of tunnel
- (1981) Crowd control
- (1987) Existential Lover
- (1990) Das Love Boat
- (1996) I've seen enough

Live:
- (1997) Always Leave 'Em Wanting Less